# Tharra hebridensis
Tharra hebridensis är en insektsart som beskrevs av Nielson 1975. Tharra hebridensis ingår i släktet Tharra och familjen dvärgstritar. Inga underarter finns listade i Catalogue of Life.